# Bernard Longley
Bernard Longley (Manchester, 5 aprile 1955) è un arcivescovo cattolico inglese, dal 1º ottobre 2009 arcivescovo metropolita di Birmingham.

## Biografia

### Formazione e ministero sacerdotale
Dopo aver frequentato il Royal Northern College of Music, è stato ordinato sacerdote il 12 dicembre 1981. In seguito ha frequentato la Pontificia Università Gregoriana a Roma ottenendo la licenza in teologia dogmatica.
Dal 1987 al 1996 ha svolto l'incarico di docente di teologia nel seminario maggiore di Wonersh, nel Waverley, mentre dal 1996 al 2001 è stato nominato segretario del comitato per l'unità dei cristiani della Conferenza Episcopale di Inghilterra e Galles. 
Dal 2001 al 2003 ha svolto l'incarico di assistente del segretario generale della conferenza episcopale per le questioni di ecumenismo e dialogo interreligioso.

### Ministero episcopale
Il 4 gennaio 2003 papa Giovanni Paolo II lo ha nominato vescovo titolare di Zarna e vescovo ausiliare di Westminster . 
Il 24 gennaio 2003 presso la Cattedrale di Westminster ha ricevuto la consacrazione episcopale dalle mani del cardinale Cormac Murphy-O'Connor, co-consacranti il vescovo coadiutore di Leeds Arthur Roche e il vescovo di Arundel e Brighton Kieran Thomas Conry.
Il 1º ottobre 2009 papa Benedetto XVI lo ha promosso arcivescovo metropolita di Birmingham da papa Benedetto XVI. Si è insediato nella cattedrale di Birmingham l'8 dicembre seguente.
Ha svolto un ruolo di primo piano nei piani per la beatificazione del cardinale John Henry Newman e ha presentato la petizione di canonizzazione a papa Benedetto XVI, avvenuta a Birmingham il 19 settembre 2010 durante la visita papale nel Regno Unito. 
Il 5 gennaio 2011 è stato nominato membro del Pontificio consiglio per la promozione della nuova evangelizzazione.
Il 18 settembre 2012 lo stesso papa Benedetto XVI lo ha nominato padre sinodale della XIII assemblea generale del Sinodo dei vescovi tenutasi ad ottobre 2012 sul tema della nuova evangelizzazione .

## Genealogia episcopale e successione apostolica
La genealogia episcopale è:
- Cardinale Scipione Rebiba
- Cardinale Giulio Antonio Santori
- Cardinale Girolamo Bernerio, O.P.
- Arcivescovo Galeazzo Sanvitale
- Cardinale Ludovico Ludovisi
- Cardinale Luigi Caetani
- Cardinale Ulderico Carpegna
- Cardinale Paluzzo Paluzzi Altieri degli Albertoni
- Papa Benedetto XIII
- Papa Benedetto XIV
- Papa Clemente XIII
- Cardinale Marcantonio Colonna
- Cardinale Giacinto Sigismondo Gerdil, B.
- Cardinale Giulio Maria della Somaglia
- Cardinale Carlo Odescalchi, S.I.
- Cardinale Costantino Patrizi Naro
- Cardinale Lucido Maria Parocchi
- Papa Pio X
- Papa Benedetto XV
- Papa Pio XII
- Cardinale Eugène Tisserant
- Papa Paolo VI
- Arcivescovo Domenico Enrici
- Arcivescovo Michael George Bowen
- Cardinale Cormac Murphy-O'Connor
- Arcivescovo Bernard Longley

La successione apostolica è:
- Vescovo Robert John Byrne (2014)
- Vescovo David Ernest Charles Evans (2020)
- Vescovo Stephen James Lawrence Wright (2020)
- Vescovo John Bosco MacDonald (2024)
- Vescovo Timothy Francis Menezes (2024)
- Vescovo Richard Adrian Walker (2024)